# Jonathan Sagall
Jonathan Sagall (Toronto, Ontario; 23 de abril de 1959) es un actor canadiense/israelí.
Es hijo de padres israelíes. Muchos de los miembros de su familia fueron sobrevivientes del Holocausto, quienes inmigraron a Israel, y luego a Canadá. Su familia no estuvo en Canadá por mucho tiempo, teniendo breves estadías en Hollywood y Londres, antes de finalmente trasladarse a Haifa (Israel) cuando Jonathan tenía once años.
A joven edad, Jonathan hizo trabajos de escenario para teatros israelítas locales. A la edad de 17 hizo una aparición en la película israelita de culto Lemon Popsicle (Eskimo Limon), que tuvo varias secuelas. Es más conocido por el público estadounidense como Poldek Pfefferberg en Schindler's List, el judío polaco metido en el mercado negro. Seguido de dos filmes cortos, hizo su debut protagónico con Urban Feel (1998).
Actualmente reside en Tel Aviv y es uno de los actores en el drama de la televisión palestina The Place.